# Episodi di Detective Conan (ventinovesima stagione)
Questa è una lista degli episodi della ventinovesima stagione della serie anime Detective Conan.

## Lista episodi
| Nº  | Titolo italiano Giapponese 「Kanji」 - Rōmaji | In onda           | In onda |
| Nº  | Titolo italiano Giapponese 「Kanji」 - Rōmaji | Giapponese        |         |
| 936 | Intrigo nell'area ristorazione 「フードコートの陰謀」 - Fūdo kōto no inbō | 13 aprile 2019    |         |
| 936 | Ayumi, Genta e Mitsuhiko arrivano al mercato di Beika. I tre sentono parlare dei ristoratori di un evento esplosivo, così pensano che vogliano attentare alla vita di Megure, che deve tenere un discorso all'evento. |                   |         |
| 937 | Il pugno mortale del gigante Talo (prima parte) 「巨人タロスの必殺拳（前編）」 - Kyojin Tarosu no hissatsu ken (zenpen) | 20 aprile 2019    |         |
| 937 | I Giovani Detective, Agasa e Ran visitano lo Studio Kagami. Il segretario Shinobu mostra ai visitatori lo studio e utilizza il controllo remoto per attivare la statua del gigante Talo. Il manager Hanyu afferma che la statua non verrà mai completata, mentre Yamagata, designer, crede che la compagnia dovrebbe investire nel suo completamento. In seguito Hanyu viene trovato svenuto dopo essere stato colpito dalla statua di Talo. |                   |         |
| 938 | Il pugno mortale del gigante Talo (seconda parte) 「巨人タロスの必殺拳（後編）」 - Kyojin Tarosu no hissatsu ken (kōhen) | 27 aprile 2019    |         |
| 938 | Hanyu viene ferito alla testa dalla statua che lo ha schiacciato, è impossibile che il colpevole sia uscito perché tutte le uscite erano chiuse. Conan pensa che il controllo remoto per controllare Talo sia la chiave per risolvere il caso. |                   |         |
| 939 | La pericolosa ricerca di fossili 「危ない化石採集」 - Abunai kaseki saishū | 4 maggio 2019     |         |
| 939 | Conan e i suoi amici vanno a un museo di fossili a Gunma. Anche la giornalista Miyashita Umika è andata lì perché vuole scrivere di un fossile raro che è stato trovato in città. Il proprietario del museo Ogami e il sindaco Nakatani hanno deciso di rendere il fossile il simbolo della città, per aumentare il turismo. Poco dopo Ogami viene trovato morto avvelenato nel bagno. |                   |         |
| 940 | La fidanzata scomparsa 「姿を消した恋人」 - Sugata o keshita koibito | 11 maggio 2019    |         |
| 940 | Un uomo di nome Naruse assume Kogoro per trovare la fidanzata Kaho, che è scomparsa improvvisamente. Poco dopo le sue scarpe e la sua carta d'identità vengono trovate su un ponte, Kogoro deduce così che Kaho si sia buttata dal ponte. |                   |         |
| 941 | Alla ricerca di Maria! (prima parte) 「マリアちゃんを探せ!（前編）」 - Maria-chan o sagase! (zenpen) | 1º giugno 2019    |         |
| 941 | La notizia del caso di Kyoto si sta diffondendo in rete e una ragazza afferma di aver visto Shinichi tra i detective che hanno partecipato alla risoluzione. Kuroda, Kanenori e Rumi apprendono interessati la notizia dal web. Inoltre Shinichi è stato ripreso in un video insieme a Heiji. I giornalisti circondano la casa di Shinichi e il suo liceo, e raggiungono anche Heiji nella speranza di scoprire qualcosa sulla misteriosa sorte del detective. Conan e Agasa cercano un modo per far calmare le acque, consapevoli del fatto che se l'Organizzazione nera dovesse scoprire che Shinichi è ancora vivo, tornerebbe a cercarlo per ucciderlo. Intanto Ai e i Giovani Detective si recano alla casa della nonna di Maria, una loro compagna che non è venuta a scuola, ma trovano solo una casa vuota con una misteriosa serie di frecce. |                   |         |
| 942 | Alla ricerca di Maria! (seconda parte) 「マリアちゃんを探せ!（後編）」 - Maria-chan o sagase! (kōhen) | 8 giugno 2019     |         |
| 942 | Ai e i Giovani Detective, ancora all'interno della casa della nonna di Maria. A casa di Agasa si presenta Kanenori dicendo di dover fare una consegna in quel quartiere ma avendo visto la folla di fronte casa di Shinichi ha pensato di chiedere ai suoi vicini di casa cosa fosse successo, ma questi risponde di non saperlo. I Giovani Detective continuano a decifrare le serie di frecce, chiedendo anche aiuto a Conan, fino ad arrivare all'ultima stanza in cui trovano finalmente Maria, addormentata su una sedia dopo aver seguito tutte le frecce lasciate dalla nonna. Poco dopo, Heiji riesce a convincere i giornalisti che insieme a lui non c'era Shinichi ma Soshi Okita, dato che i due si somigliano molto. I giornalisti se ne vanno, mentre Amuro riceve un messaggio da Rum, che lo avvisa di cercare informazioni su Shinichi. La sera stessa, i genitori di Shinichi arrivano a casa di Agasa, informando il figlio di aver placato le acque sulla rete, avendo molte conoscenze. Dopo una veloce chiacchierata, Yusaku informa Shinichi di aver parlato con Akai dei nomi "Asaka" e "Rum", e che l'agente ha intuito che i due nomi sono in realtà un unico cognome: "Karasuma". Conan quindi scopre finalmente che, a capo dell'Organizzazione, si nasconde Renya Karasuma, un multi-milionario teoricamente morto decenni prima dell'inizio della storia, e si prepara per la strada che dovrà percorrere d'ora in avanti contro il suo nemico mortale. |                   |         |
| 943 | La collezione delle nonnette di Tokyo 「東京婆ールズコレクション」 - Tōkyō baba ̄ruzu korekushon | 15 giugno 2019    |         |
| 943 | Kogoro viene invitato da una giovane donna di nome Toyoko a visitare il suo ristorante con Conan. In realtà Toyoko si rivela essere un'anziana completamente diversa dalla foto. Mentre mangiano monja Toyoko si sente male e sputa un cuore di cavolo, sostenendo che qualcuno abbia attentato alla sua vita. Toyoko sospetta che la colpevole sia una delle sue amiche d'infanzia: Eiko, Kyoko e Yuko. Kogoro viene così assunto per parlare con loro. |                   |         |
| 944 | Il prezzo di un “mi piace” (prima parte) 「いいね｡ の代償（前編）」 - Ī ne. No daishō (zenpen) | 22 giugno 2019    |         |
| 944 | Conan e i suoi amici vanno a visitare Genta, che è stato ricoverato in ospedale. Un falso allarme bomba era stato recapitato in una banca e le persone che si trovavano fuori, cioè Genta e due uomini di nome Otsubo e Kagura, sono stati travolti dalla folla. Kagura si era già infortunato due settimane prima, quando una bomba inesplosa era stata detonata presso un cantiere. Il suo amico Kochiyama ha caricato la foto di Kagura sui social per guadagnare mi piace. Conan e i suoi amici decidono di investigare per scoprire chi ha effettuato la chiamata. |                   |         |
| 945 | Il prezzo di un “mi piace” (seconda parte) 「いいね｡ の代償（後編）」 - Ī ne. No daishō (kōhen) | 29 giugno 2019    |         |
| 945 | Conan inizia a sospettare che sia stato Kagura a effettuare la chiamata per poter guadagnare i soldi dell'assicurazione. Il giorno dopo però Otsubo, l'altro uomo che era stato ricoverato, viene trovato morto. Conan viene così a sapere che Kochiyama aveva messo in giro delle false voci sul fatto che Kagura si fosse infortunato volontariamente. Scopre così che è stato lui a uccidere Otsubo, e che vuole avvelenare Kagura e fingere che sia un suicidio. |                   |         |
| 946 | Il gioiello maledetto dei Borgia (prima parte) 「呪いの宝石ボルジアの涙（前編）」 - Noroi no hōseki borujia no namida (zenpen) | 13 luglio 2019    |         |
| 946 | Il presidente di una compagnia di costruzioni Umeki e il suo impiegato Mizusawa trovano una macchina in fondo a un fiume prosciugato. Dentro la macchina viene trovato lo scheletro di Yuri, un'attrice scomparsa 40 anni prima, pugnalata allo stomaco con un coltello. Da quello che si sapeva, Yuri era scomparsa dopo aver rubato un gioiello di nome Le lacrime di Borgia mentre lavorava a un dramma televisivo chiamato "Le ho uccise". Sumire, nipote di Yuri, assume Kogoro per provare l'innocenza di sua nonna. |                   |         |
| 947 | Il gioiello maledetto dei Borgia (seconda parte) 「呪いの宝石ボルジアの涙（後編）」 - Noroi no hōseki borujia no namida (kōhen) | 20 luglio 2019    |         |
| 947 | Kogoro va a trovare Mizusawa, che gli ha detto di avere altre informazioni sulle Lacrime di Borgia, ma viene trovato morto in un incendio. Mizusawa amava fare foto, ma sul suo telefono non ce n'era neanche una, Conan deduce così che c'era una foto che il colpevole non voleva che mostrasse. |                   |         |
| 948 | L'uomo schiacciato dal dinosauro 「恐竜につぶされた男」 - Kyōryū ni tsubusa reta otoko | 27 luglio 2019    |         |
| 948 | Conan e i Giovani Detective vanno al museo dei dinosauri di Beika per assistere a uno spettacolo. Dopo lo show sentono un urlo provenire da una sala del museo e trovano il direttore del museo Shida schiacciato dallo scheletro di un dinosauro. |                   |         |
| 949 | Il caso del consulente radiofonico (parte della sfida) 「ラジオお悩み相談（挑戦編）」 - Rajio o nayami sōdan (chōsen-hen) | 3 agosto 2019     |         |
| 949 | Kogoro è ospite di un programma radiofonico in cui discute di una donna fastidiosa che vive nell'appartamento sopra a quello di un ascoltatore. Qualche ora dopo la residente di un appartamento Kumi discute con Towako, sua vicina: questa è furiosa perché è stata presa in giro nel programma radio. Il giorno dopo Towako viene trovata morta e i sospetti ricadono su Kumi. Towako era l'ex moglie del direttore del programma radiofonico Manda, la polizia crede che anche lui possa essere coinvolto. |                   |         |
| 950 | Il caso del consulente radiofonico (parte della soluzione) 「ラジオお悩み相談（謎解き編）」 - Rajio o nayami sōdan (nazotoki-hen) | 10 agosto 2019    |         |
| 950 | Manda viene portato via dalla polizia per l'interrogatorio, ma Conan non crede che Manda possa aver elaborato un piano così complicato. Comincia così a indagare sulla presentatrice Inuyama e sul direttore Kujirai. |                   |         |
| 951 | La libreria sibilante 2 「汽笛の聞こえる古書店2」 - Kiteki no kikoeru kosho-ten tsū | 17 agosto 2019    |         |
| 951 | Il proprietario del Book Cafè Tamaki, Yujiro, va a visitare la casa di Akiko per acquistare dei libri. Alcuni di questi sono molto rari, ma appartengono al marito di Akiko che è ricoverato in ospedale, così Yujiro si rifiuta di comprarli e dice ad Akiko che ha bisogno del permesso del marito. La sera stessa un ragazzo di nome Sawada chiede a Yujiro di valutare alcuni libri in una foto, Yujiro gli dice che ha bisogno di vederli di persona, ma che valgono almeno dieci milioni di yen. Il giorno dopo Sawada porta i libri, ma Yujiro si accorge che sono gli stessi libri di Akiko, così dopo averlo minacciato di chiamare la polizia, Sawada lo aggredisce e scappa. Qualche ora dopo Sawada viene trovato morto vicino al bar di Yujiro. |                   |         |
| 952 | Il cocktail labirintico (prima parte) 「迷宮カクテル（前編）」 - Meikyū kakuteru (zenpen) | 31 agosto 2019    |         |
| 952 | Amuro durante la notte si introduce nella casa di Shinichi, ma poco dopo essere entrato viene fermato da Akai che gli punta contro una pistola. Subito dopo viene mostrato quello che è successo nove ore prima, mentre Conan, Ran e Kogoro sono in ufficio, si presenta Amuro che fa a Ran delle domande su Shinichi. I tre stanno andando a un ristorante per incontrare un cliente di Kogoro, così anche Amuro decide di andare con loro. Arrivati al ristorante Morooka, assieme a Fukamachi, suo assistente, gli rivela di aver ricevuto una lettera minatoria in cui gli viene detto di stare lontano dal ristorante Black Rabbit, cioè quello in cui si trovano. Durante la cena fanno la conoscenza di Yuri, una cameriera, che però poco dopo aver bevuto il suo drink si accascia al suolo e perde conoscenza. Yuri è stata avvelenata e secondo Amuro solo tre persone possono averlo fatto: Morooka, Fukamachi e Sana, un'altra cameriera. |                   |         |
| 953 | Il cocktail labirintico (seconda parte) 「迷宮カクテル（中編）」 - Meikyū kakuteru (chūhen) | 7 settembre 2019  |         |
| 953 | Megure comincia a interrogare i sospettati, mentre Conan e Amuro scoprono dalla guardia del corpo di Morooka che ultimamente era preoccupato da qualcosa. In seguito si scopre che Fukamachi si era incontrato con Yuri e che Sana aveva bisogno di soldi per pagare un'operazione per suo padre. Amuro si ricorda di quando da piccolo dopo essersi fatto male Akemi l'aveva portato nella clinica dei suoi genitori, Elena e Atsushi, ed era stato curato dalla donna. I due parlarono dell'eventuale chiusura della clinica per occuparsi di un progetto più grande ed Elena avvisò il marito di essere incinta. |                   |         |
| 954 | Il cocktail labirintico (terza parte) 「迷宮カクテル（後編）」 - Meikyū kakuteru (kōhen) | 14 settembre 2019 |         |
| 954 | Amuro riesce a risolvere il caso, il colpevole è Fukamachi che voleva che Yuri smettesse di incontrarsi con Mooroka pensando che fosse la sua amante, ma Morooka gli confessa che Yuri è sua figlia. Poco dopo Conan scopre che Amuro ha trovato la borsa che Ran aveva perso in precedenza. Amuro ricorda che da bambino si infortunava di proposito per farsi medicare da Elena Miyano. Nove ore dopo Amuro entra nella casa di Shinichi grazie alla chiave presa dalla borsa di Ran, ma viene fermato da Akai, che gli dice che sapeva già che sarebbe entrato in casa e che aveva ricevuto l'ordine di indagare su Shinichi. Proprio mentre entrambi stanno per premere il grilletto la luce viene accesa e davanti a loro arrivano Yusaku e Yukiko che chiedono ad Amuro di parlare con loro davanti a un tè. |                   |         |
| 955 | Il segreto dell'uomo insetto 「昆虫人間のヒミツ」 - Konchū ningen no himitsu | 28 settembre 2019 |         |
| 955 | Conan e i suoi amici arrivano alla stazione di Kuronosu, nel cui villaggio si trova un ranch per insetti. Le uniche persone presenti nel villaggio sono bambini e sono tutti vestiti da insetti. |                   |         |
| 956 | Il bus acquatico dei misteri (prima parte) 「謎解き水上バス（前編）」 - Nazotoki suijō basu (zenpen) | 12 ottobre 2019   |         |
| 956 | Il corpo di Eiji Kadowaki viene trovato al parco di Beika. Eiji era il figlio problematico della famiglia Kadowaki perché picchiava la madre Yasuko mentre il fratello Yuichi cercava di proteggerla. Si scopre anche che un uomo sospetto stava investigando sulla famiglia. Megure sospetta di Yuichi, ma lui ha un alibi. In seguito si scopre che l'uomo sospetto è Takase, un ex studente di Yasuko, ma anche questo ha un alibi perché al momento dell'omicidio si trovava in un ristorante di Sushi. Proprio mentre lo interrogano la casa dei Kadowaki prende fuoco e Yasuko muore nell'incendio. |                   |         |
| 957 | Il bus acquatico dei misteri (seconda parte) 「謎解き水上バス（後編）」 - Nazotoki suijō basu (kōhen) | 19 ottobre 2019   |         |
| 957 | Conan nonostante tutto continua a sospettare di Takase, così insieme a Kogoro controlla le telecamere del ristorante di sushi e scopre che poco dopo Takase è entrato e uscito un altro uomo simile a lui. Capisce così che l'alibi di Takase è falso e che è stato lui a uccidere Eiji. Così Kogoro, Conan e Takase si recano in un taxi acquatico e dopo aver addormentato Kogoro, riesce a fare confessare Takase, che dice di aver ucciso Eiji perché aveva saputo che picchiava sua madre. Dopo essere arrivati alla fermata Megure rivela che Yuichi ha confessato di aver appiccato l'incendio e che era lui che picchiava sua madre e Eiji la proteggeva dal fratello. |                   |         |
| 958 | Armi da fuoco e barboncini (prima parte) 「プードルと散弾銃（前編）」 - Pūdoru to sandan jū (zenpen) | 9 novembre 2019   |         |
| 958 | Kogoro, Conan e Ran sono invitati su uno yacht alla festa di compleanno di Anna, presidente di un'azienda di cibo per cani. Subito dopo l'inizio della festa, un uomo mascherato con un fucile spara ad Anna e la uccide. Come primo sospettato emerge Hyodo, ex fidanzato di Anna, che però ha un alibi: al momento dell'omicidio stava rubando nell'appartamento della vittima. |                   |         |
| 959 | Armi da fuoco e barboncini (seconda parte) 「プードルと散弾銃（後編）」 - Pūdoru to sandan jū (kōhen) | 16 novembre 2019  |         |
| 959 | Il giorno dopo Hyodo viene trovato morto vicino allo yacht. Vicino a Hyodo ci sono il fucile usato per uccidere Anna e gli abiti indossati dall'omicida. Dopo aver visto il fucile, il vicepresidente Inamura afferma che è il suo, che però gli era stato rubato qualche giorno prima. |                   |         |